# 54 Piscium b
54 Piscium b (HD 3651 b) – planeta pozasłoneczna orbitująca wokół gwiazdy 54 Piscium, o masie co najmniej 0,2 masy Jowisza. Posiada ekscentryczną orbitę.